# سلطان‌آباد (شعبجره)
سلطان‌آباد (شعبجره)، روستایی از توابع بخش یزدان‌آباد شهرستان زرند در استان کرمان ایران است.

## جمعیت
این روستا در دهستان شعبجره قرار دارد و براساس سرشماری مرکز آمار ایران در سال ۱۳۹۵، جمعیت آن ۱۸ نفر (۶ خانوار) بوده‌است.